# Medha
Medha es una ciudad censal situada en el distrito de Satara en el estado de Maharashtra (India). Su población es de 4678 habitantes (2011). Se encuentra a 23 km de Satara y a 91 km de Pune.

## Demografía
Según el censo de 2011 la población de Medha era de 4678 habitantes, de los cuales 2323 eran hombres y 2355 eran mujeres. Medha tiene una tasa media de alfabetización del 86,91%, superior a la media estatal del 82,34%: la alfabetización masculina es del 93,13%, y la alfabetización femenina del 80,79%.